# Archimaga
Archimaga is een geslacht van vlinders van de familie bladrollers (Tortricidae), uit de onderfamilie Chlidanotinae.

## Soorten
- A. euplocamis Meyrick, 1918
- A. philomima Meyrick, 1918
- A. pyractis Meyrick, 1905